# Ernst Friedberger
Ernst Friedberger (ur. 17 maja 1875 w Gießen, zm. 25 stycznia 1932 w Berlinie) – niemiecki lekarz.

## Życiorys
Studiował na Uniwersytecie w Gießen, Monachium, Heidelbergu, Würzburgu i Berlinie. W 1899 w Gießen otrzymał tytuł doktora nauk medycznych po przedstawieniu dysertacji Über den Säuregrad und Pepsingehalt des Harns bei Erkrankungen des Magens. Następnie pracował jako asystent w berlińskim Preußisches Institut für Infektionskrankheiten. Od 1901 asystent na Uniwersytecie w Królewcu. Od 1903, jako privatdozent, wykładał tam higienę. W 1908 został dyrektorem wydziału terapii eksperymentalnej Instytutu Farmakologii Uniwersytetu w Berlinie. Od 1915 do 1926 profesor higieny na Uniwersytecie w Greifswaldzie, potem dyrektor Instytutu Higieny i Immunologii w berlińskim Dahlem.
Friedberger pamiętany jest za wczesne badania nad zjawiskiem anafilaksji. Wprowadził termin „anafilotoksyny”.

## Wybrane prace
- Über Kriegsseuchen einst und jetzt, ihre Bekämpfung und Verhütung. Berlin: Siegismund, 1917
- Zur Entwicklung der Hygiene im Weltkrieg. Jena: Fischer, 1919
- Lehrbuch der Mikrobiologie. Zwei Bände. Jena: Fischer, 1919
- Untersuchungen über Wohnungsverhältnisse, insbes. über Kleinwohnungen und deren Mieter in Greifswald. Jena: Fischer, 1923
- Diphtherieepidemien der letzten Jahre, das Heilserum und die Schutzimpfung. Berlin-Wien: Urban & Schwarzenberg, 1931